# خوزه ماریا ارتیز
خوزه ماریا ارتیز (انگلیسی: José María Ortiz de Mendíbil; ۱۱ اوت ۱۹۲۶ – ۱۵ سپتامبر ۲۰۱۵) داور فوتبال اهل اسپانیا بود.
وی بازی فینال جام ملت‌های اروپا ۱۹۶۸ را داوری کرد.